# Den tysta världen
Den tysta världen (Le Monde du silence) är en fransk dokumentärfilm från 1956, regisserad av Jacques-Yves Cousteau och Louis Malle. I filmen får man följa dyklegendaren Jacques-Yves Cousteau och hans besättning på deras expedition ovanför såväl som under ytan. Med hjälp av fartyget Calypso färdas besättningen över vidsträckta vatten för att kartlägga havsbotten. Dokumentären vann Guldpalmen i Cannes 1956 och Oscar för bästa dokumentärfilm 1957.

## Influenser
Cousteaus dykfilmer i allmänhet och denna film i synnerhet användes som inspirationskälla för Wes Andersons film The Life Aquatic with Steve Zissou från 2004.